# Paphinia subclausa
Espèce
Paphinia subclausa Dressler est une espèce de plantes à fleurs de la famille des Orchidaceae (les orchidées) et de la sous-tribu des Stanhopeinae.

## Description
Fleurs blanches peu ouvertes. 

## Biologie
Proche de Paphinia rugosa, longtemps l'espèce a fait l'objet de confusion avec d'autres espèces de Paphinia blanches. Plusieurs pollinisateurs sont connus : Euglossa gorgonensis, Euglossa hansoni, Euglossa asarophora et Euglossa orichalcea.

## Étymologie
subclausus, a, um adj.latin : un peu fermé.

## Synonyme
- Paphinia clausula auct., non Dressler, 1966.

## Diagnose
Paphinia rugosae similis sed pede columnae brevi, floribus albidis subclausis, lobo intermedio labello angustiore.
- Dressler. Novon 7 (2) : 121, f. 3. 1997.

## Répartition et biotope
La plante type a été récoltée en août 1989 au Costa Rica dans la Réserve Juan Castro Blanco à 900 m, sur de grands troncs. Costa Rica, Panama, Colombie du Nord. 